# Púchov
 Ovo je glavno značenje pojma Púchov. Za Okrug pogledajte Okrug Púchov.
Púchov (njem. Puchau, mađ. Puhó) je industrijski grad u sjeverozapadnoj Slovačkoj u Trenčinskom kraju. Grad je upravno središte Okruga Púchov.

## Zemljopis
Grad je smješten je na glavnoj željezničkoj liniji između Bratislave i Košica, i na pola puta između Trenčina i Žiline dvaju veliki gradova od kojih je Puchov udaljen 30 minuta vožnje vlakom.
Grad se nalazi na rijeci Váh i njezinom pritoku Biela voda. Na Váhu se nalazi mala brana.

## Povijest
Povijesno gledano, područje grada naseljeno je od pamtivijeka arheološki nalazi se pronalaze iz paleolitika, brončanog doba, rimskog doba i dr. Na području grada djelovala je i Puchovska kultura koja se prostirala od Moravske do Poljske. Prvi pisani spomen grada datira iz 1243. godine. Mnogi Česi i Moravci naselili su grad nakon bitke kod Bile Hore u 17. stoljeću.

## Stanovništvo
| Godina:     | 1993.  | 2003.   | 2013.   | 2023.   |
| ----------- | ------ | ------- | ------- | ------- |
| Broj ljudi: | 18 724 | 18 654  | 18 121  | 16 922  |
| Razlika:    |        | -0,37 % | -2,85 % | -6,61 % |

| Godina:     | 2022.  | 2023.   |
| ----------- | ------ | ------- |
| Broj ljudi: | 17 068 | 16 922  |
| Razlika:    |        | -0,85 % |

Po popisu stanovništva iz 2021. godine grad je imao 17.472 stanovnika. Po popisu stanovništva u gradu živi najviše Slovaka.
- Slovaci – 93,1 %
- Česi – 0,7 %
- Romi – 0,1 %

Prema vjeroispovijesti najviše je rimokatolika 59,0 % luterana 11,4 % i ateista 19,8 %.

## Vanjske poveznice
- Službena stranica grada

### Ostali projekti
|  | Zajednički poslužitelj ima još gradiva o temi Púchov |